# Vida Cristiana
Vida cristiana és una revista religiosa fundada el 1914, arran del 1r Congrés Litúrgic de Montserrat de l'any 1915, com a òrgan oficial del moviment litúrgic català.
La revista, que en un primer moment va contribuir decisivament a la difusió de les orientacions i de les conclusions del Congrés Litúrgic, acabaria distribuint-se nou cops a l'any, seguint els temps litúrgics. Durant la seva publicació va ser dirigida, en un primer moment, per Romuald Simó, i més endavant, per Gregori Sunyol i Lluís Carreras. Entre 1914 i 1926 fou coeditada pel Monestir de Montserrat i l'Associació d'Eclesiàstics de Barcelona. Del 1926 al 1933 en foren responsables els Amics de l'Art Litúrgic i l'Associació d'Eclesiàstics, i alhora esdevingué òrgan oficial de la Lliga Espiritual de la Mare de Déu de Montserrat. Pel que fa a la seva filosofia, combinava la funció divulgativa mentre seguia els corrents de pensament més renovadors del catolicisme europeu del moment. Entre les seves col·laboracions, es troben contribucions de destacats personatges catalans i estrangers. A partir de 1933, pocs anys abans de la Guerra Civil, deixà de publicar-se i cap al 1946 aparegué una nova publicació, "Vida Litúrgica", que continuà fins al 1951, i que podria considerar-se la seva continuadora, doncs, va recuperar molts dels antics redactors de "Vida Cristiana".